# Ischnopoda leucopus
Ischnopoda leucopus är en skalbaggsart som först beskrevs av Thomas Marsham 1802.  Ischnopoda leucopus ingår i släktet Tachyusa, och familjen kortvingar. Arten är reproducerande i Sverige.